# Groupe d’Intervention de la Police Nationale
Los grupos de intervención de la Policía Nacional (GIPN) fueron unas unidades policiales especiales de élite de la Policía Nacional de Francia, estaban organizadas regionalmente. Actuaban en situaciones de extrema violencia, motines, secuestros, detenciones, situaciones de alto riesgo y atentados terroristas. Desde 2015, los GIPN intervenían solamente en la Francia de ultramar, en 2019 la unidad fue integrada junto con el RAID, una unidad policial especial francesa de élite.

## Historia
El secuestro y asesinato de la delegación deportiva israelí en la villa olímpica de Múnich durante la Olimpiada de 1972 impulsó la creación del grupo. Dotado inicialmente de once miembros fue creado el 27 de octubre de 1972. Fue el primer grupo de élite de las fuerzas de seguridad francesas y fue seguido dos años más tarde por la GIGN (de la Gendarmería Nacional) y trece años más tarde por el RAID (otro grupo de élite de la Policía Nacional).

## Organización
Los GIPN dependen de la Dirección central de la seguridad pública (DCSP). Desde diciembre de 2009  los GIPN, junto con el RAID y el BRI-BAC forma parte de las Fuerzas de intervención de la Policía Nacional (FIPN).
Antes, los ciudades de Burdeos, de Lille, de Lyon, de Marsella, de Niza, de Rennes y de Estrasburgo tenían GIPN.  
Tienen presencia permanente.